# Convocazioni per la Coppa delle nazioni oceaniane 2012
Elenco dei giocatori convocati da ciascuna nazionale partecipante alla Coppa delle nazioni oceaniane 2012, torneo svoltosi nelle Isole Salomone.
L'età dei giocatori riportata è relativa al 1º giugno 2012, data di inizio della manifestazione.
Il simbolo  indica il capitano della squadra.

## Gruppo A

### Vanuatu
Allenatore:  Percy Avock
| N. | Pos. | Giocatore          | Data nascita (età)          | Pres. | Squadra            |
| -- | ---- | ------------------ | --------------------------- | ----- | ------------------ |
| 1  | P    | Ernest Bong        | 29 febbraio 1984 (28 anni)  |       | Amicale            |
| 2  | D    | Kevin Shem         | 5 dicembre 1993 (18 anni)   |       | Tafea              |
| 3  | D    | Paul Young         | 3 ottobre 1988              |       | Amicale            |
| 4  | D    | Selwyn Sese Ala    | 14 agosto 1986 (25 anni)    |       | Amicale            |
| 5  | D    | Robert Tom         | 6 aprile 1978 (34 anni)     |       | Tafea              |
| 6  | D    | Freddy Vava        | 25 novembre 1982 (29 anni)  |       | Tafea              |
| 7  | C    | Jean Robert Yelou  | 25 settembre 1983 (28 anni) |       | Amicale            |
| 8  | C    | Silas Namatak      | 8 dicembre 1990 (21 anni)   |       | Tafea              |
| 9  | C    | Derek Malas        | 10 dicembre 1983 (28 anni)  |       | Amicale            |
| 10 | A    | Jean Kaltack       | 19 agosto 1994 (17 anni)    |       | Erakor Golden Star |
| 11 | A    | Robert Tasso       | 18 dicembre 1989 (22 anni)  |       | Spirit 08          |
| 12 | A    | Joseph Namariau    | 12 gennaio 1988 (24 anni)   |       | Tafea              |
| 13 | C    | François Sakama    | 12 dicembre 1987 (24 anni)  |       | Tafea              |
| 14 | A    | Kensi Tangis       | 19 dicembre 1991 (20 anni)  |       | Amicale            |
| 15 | D    | Alphonse Bongnaim  | 22 agosto 1985 (26 anni)    |       | Amicale            |
| 16 | P    | Seiloni Iaruel     | 17 aprile 1995 (17 anni)    |       | Tafea              |
| 17 | A    | Jean Nako Naprapol | 20 luglio 1980 (31 anni)    |       | Amicale            |
| 18 | C    | Michel Kaltack     | 12 novembre 1990 (21 anni)  |       | Hekari United      |
| 19 | C    | Roddy Lenga        | 22 aprile 1990 (22 anni)    |       | Amicale            |
| 20 | D    | Lucien Hinge       | 21 marzo 1992 (20 anni)     |       | Tafea              |
| 21 | C    | Dominique Fred     | 21 ottobre 1992 (19 anni)   |       | Shepherds Utd      |
| 22 | D    | Brian Kaltack      | 30 settembre 1993 (18 anni) |       | Hekari United      |
| 23 | P    | Simon Tousi        | 9 marzo 1992 (20 anni)      |       | Siwi FC            |

### New Caledonia
Allenatore:  Alain Moizan
| N. | Pos. | Giocatore               | Data nascita (età)          | Pres. | Squadra         |
| -- | ---- | ----------------------- | --------------------------- | ----- | --------------- |
| 1  | P    | Rocky Nyikeine          | 26 maggio 1992 (20 anni)    |       | Gaïtcha         |
| 2  | D    | Judikael Ixoée          | 17 marzo 1990 (22 anni)     |       | Hyères          |
| 3  | D    | Emile Béaruné           | 7 febbraio 1990 (22 anni)   |       | Gaïtcha         |
| 4  | D    | Georges Béaruné         | 27 luglio 1989 (22 anni)    |       | Gaïtcha         |
| 5  | A    | Kalaje Gnipate          | 24 luglio 1985 (26 anni)    |       | Le Mons-Dore    |
| 6  | C    | Olivier Dokunengo       | 4 settembre 1979 (32 anni)  |       | Le Mons-Dore    |
| 7  | C    | Dominique Wacalie       | 14 agosto 1982 (29 anni)    |       | Bourges 18      |
| 8  | C    | Miguel Kayara           | 11 agosto 1986 (25 anni)    |       | Hienghène Sport |
| 9  | A    | Jacques Haeko           | 23 aprile 1984 (28 anni)    |       | Lössi           |
| 10 | C    | Marius Bako             | 22 febbraio 1985 (27 anni)  |       | Gaïtcha         |
| 11 | A    | Bertrand Kaï            | 6 giugno 1983 (28 anni)     |       | Hienghène Sport |
| 12 | C    | Roy Kayara              | 2 maggio 1990 (22 anni)     |       | Magenta         |
| 13 | C    | Noël Kaudré             | 30 aprile 1981 (31 anni)    |       | Magenta         |
| 14 | D    | Dick Kauma              | 1º marzo 1988 (24 anni)     |       | Lössi           |
| 15 | D    | Jean-Patrick Wakanumuné | 13 marzo 1980 (32 anni)     |       | Magenta         |
| 16 | A    | Iamel Kabeu             | 7 settembre 1982 (29 anni)  |       | Manu-Ura        |
| 17 | C    | Joël Wakanumuné         | 30 settembre 1986 (25 anni) |       | Chambéry        |
| 18 | C    | Jonathan Kakou          | 18 dicembre 1989 (22 anni)  |       | Magenta         |
| 19 | A    | Georges Gope-Fenepej    | 23 ottobre 1988 (23 anni)   |       | Magenta         |
| 20 | P    | Marc Ounemoa            | 27 gennaio 1973 (39 anni)   |       | Baco            |

### Samoa
Allenatore:  Malo Vaga
| N. | Pos. | Giocatore         | Data nascita (età)          | Pres. | Squadra        |
| -- | ---- | ----------------- | --------------------------- | ----- | -------------- |
| 1  | P    | Aukusitino Aitupe | 23 gennaio 1985 (27 anni)   |       | Sconosciuto    |
| 2  | D    | Andrew Setefano   | 10 agosto 1987 (24 anni)    |       | Gold Star Sogi |
| 3  | D    | Peni Kitiona      | 24 giugno 1994 (17 anni)    |       | Sconosciuto    |
| 4  | D    | Vaalii Faalogo    | 9 novembre 1983 (28 anni)   |       | Kiwi           |
| 5  | D    | Tamoto Fenika     | 5 settembre 1988 (23 anni)  |       | Kiwi           |
| 6  | C    | Silao Malo        | 30 dicembre 1990 (21 anni)  |       | Kiwi           |
| 7  | D    | Jarrell Sale      | 16 settembre 1984 (27 anni) |       | Kiwi           |
| 8  | C    | Joseph Hoeflich   | 12 aprile 1984 (28 anni)    |       | Kiwi           |
| 9  | A    | Max Hoeflich      | 22 dicembre 1986 (25 anni)  |       | Kiwi           |
| 10 | A    | Luki Gosche       | 13 gennaio 1986 (26 anni)   |       | Kiwi           |
| 11 | A    | Suivai Ataga      | 21 aprile 1987 (25 anni)    |       | Lupe ole Soaga |
| 12 | A    | Mike Saofaiga     | 12 gennaio 1991 (21 anni)   |       | Kiwi           |
| 13 | D    | Sapati Umutaua    | 25 novembre 1987 (24 anni)  |       | Lupe ole Soaga |
| 14 | C    | Sopo FaKaua       | 23 febbraio 1988 (24 anni)  |       | Sconosciuto    |
| 15 | C    | Patrick Asiata    | 13 agosto 1985 (26 anni)    |       | Kiwi           |
| 16 | A    | Amilale Esaroma   | 24 luglio 1985 (26 anni)    |       | Sconosciuto    |
| 17 | A    | Spencer Keli      | 26 ottobre 1985 (26 anni)   |       | Sconosciuto    |
| 19 | D    | Masei Amosa       | 24 maggio 1988 (24 anni)    |       | Sconosciuto    |
| 21 | P    | Ethan Hanns       | 11 novembre 1988 (23 anni)  |       | Sconosciuto    |
| 22 | P    | Motu Hafoka       | 13 marzo 1987 (25 anni)     |       | Moaula Utd     |

### Tahiti
Allenatore:  Eddy Etaeta
| N. | Pos. | Giocatore           | Data nascita (età)          | Pres. | Squadra       |
| -- | ---- | ------------------- | --------------------------- | ----- | ------------- |
| 1  | P    | Mickaël Roche       | 24 dicembre 1982 (29 anni)  |       | Dragon        |
| 2  | A    | Alvin Tehau         | 10 aprile 1989 (23 anni)    |       | Tefana        |
| 3  | D    | Tamatoa Wagemann    | 18 marzo 1980 (32 anni)     |       | Changé        |
| 4  | D    | Teheivarii Ludivion | 1º luglio 1989 (22 anni)    |       | Vénus         |
| 6  | C    | Lorenzo Tehau       | 10 aprile 1989 (23 anni)    |       | Tefana        |
| 7  | C    | Henri Caroine       | 7 settembre 1981 (30 anni)  |       | Dragon        |
| 8  | D    | Angelo Tchen        | 8 marzo 1982 (30 anni)      |       | Tefana        |
| 9  | A    | Teaonui Tehau       | 1º settembre 1992 (19 anni) |       | Vénus         |
| 10 | D    | Nicolas Vallar      | 22 ottobre 1983 (28 anni)   |       | AS Dragons    |
| 11 | A    | Manaraii Porlier    | 1º dicembre 1989 (22 anni)  |       | Excelsior     |
| 12 | C    | Hiro Poroiae        | 14 giugno 1986 (25 anni)    |       | Manu-Ura      |
| 13 | A    | Steevy Chong Hue    | 26 gennaio 1990 (22 anni)   |       | Brussels      |
| 14 | A    | Roihau Degage       | 12 dicembre 1988 (23 anni)  |       | Tefana        |
| 15 | C    | Heimano Bourebare   | 15 maggio 1989 (23 anni)    |       | Tefana        |
| 16 | C    | Pierre Kohumoetini  | 18 febbraio 1987 (25 anni)  |       | Saint-Étienne |
| 17 | C    | Jonathan Tehau      | 9 gennaio 1988 (24 anni)    |       | Tamarii       |
| 18 | D    | Edson Lemaire       | 31 ottobre 1990 (21 anni)   |       | Vairao        |
| 19 | D    | Vincent Simon       | 28 settembre 1983 (28 anni) |       | AS Dragons    |
| 21 | P    | Xavier Samin        | 1º gennaio 1978 (34 anni)   |       | Tefana        |

## Gruppo B

### Figi
Allenatore:  Juan Carlos Buzzetti
| N. | Pos. | Giocatore              | Data nascita (età)          | Pres. | Squadra       |
| -- | ---- | ---------------------- | --------------------------- | ----- | ------------- |
| 1  | P    | Simione Tamanisau      | 5 giugno 1982 (29 anni)     |       | Lautoka       |
| 2  | D    | Avinesh Waran Suwamy   | 22 febbraio 1986 (26 anni)  |       | Ba            |
| 3  | D    | Paulo Posiano          | 7 aprile 1988 (24 anni)     |       | Rewa          |
| 4  | D    | Samuela Vula           | 22 agosto 1984 (27 anni)    |       | Suva          |
| 5  | D    | Taniela Waqa           | 22 giugno 1983 (28 anni)    |       | Hekari United |
| 6  | D    | Alvin Singh            | 9 giugno 1988 (23 anni)     |       | Ba            |
| 7  | C    | Pita Baleitoga         | 30 novembre 1984 (27 anni)  |       | Hekari United |
| 8  | C    | Malakai Tiwa           | 3 ottobre 1986 (25 anni)    |       | Ba            |
| 9  | A    | Osea Vakatalesau       | 15 gennaio 1986 (26 anni)   |       | Ba            |
| 10 | C    | Alvin Avinesh          | 6 aprile 1982 (30 anni)     |       | Lautoka       |
| 11 | A    | Roy Krishna            | 20 agosto 1987 (24 anni)    |       | Waitakere Utd |
| 12 | D    | Remueru Tekiate        | 7 agosto 1990 (21 anni)     |       | Ba            |
| 14 | D    | Laitia Tuilau          | 8 maggio 1987 (25 anni)     |       | Hekari United |
| 15 | A    | Maciu Dunadamu         | 14 giugno 1986 (25 anni)    |       | Hekari United |
| 16 | D    | Samuela Kautoga        | 3 febbraio 1987 (25 anni)   |       | Amicale       |
| 17 | C    | Apisai Smith           | 25 agosto 1983 (28 anni)    |       | Rewa          |
| 18 | D    | Archie Watkins         | 15 settembre 1989 (22 anni) |       | Nadroga       |
| 19 | C    | Peni Finau             | 5 agosto 1981 (30 anni)     |       | Lautoka       |
| 21 | C    | Ilisoni Tuinawaivuvu   | 8 gennaio 1991 (21 anni)    |       | Rewa          |
| 22 | C    | Misaele Draunibaka     | 6 aprile 1992 (20 anni)     |       | Rewa          |
| 23 | P    | Benaminio Mateinaaqara | 18 agosto 1987 (24 anni)    |       | Nadi          |

### Nuova Zelanda
Allenatore:  Ricki Herbert
| N. | Pos. | Giocatore              | Data nascita (età)          | Pres. | Squadra                |
| -- | ---- | ---------------------- | --------------------------- | ----- | ---------------------- |
| 1  | P    | Mark Paston            | 13 dicembre 1976 (35 anni)  |       | Wellington Phoenix     |
| 2  | D    | Tim Myers              | 17 settembre 1990 (21 anni) |       | Waitakere United       |
| 3  | D    | Tony Lochhead          | 12 gennaio 1982 (30 anni)   |       | Wellington Phoenix     |
| 4  | D    | Ben Sigmund            | 2 marzo 1981 (31 anni)      |       | Wellington Phoenix     |
| 5  | D    | Thomas Jefferson Smith | 31 marzo 1990 (22 anni)     |       | Ipswich Town           |
| 6  | D    | Ian Hogg               | 15 dicembre 1989 (22 anni)  |       | Auckland City          |
| 7  | C    | Leo Bertos             | 20 dicembre 1981 (30 anni)  |       | Wellington Phoenix     |
| 8  | C    | Michael McGlinchey     | 7 gennaio 1987 (25 anni)    |       | Central Coast Mariners |
| 9  | A    | Shane Smeltz           | 29 settembre 1981 (30 anni) |       | Perth Glory            |
| 10 | A    | Chris Killen           | 8 ottobre 1981 (30 anni)    |       | Chongqing              |
| 11 | C    | Marco Rojas            | 11 maggio 1991 (21 anni)    |       | Melbourne Victory      |
| 12 | P    | Glen Moss              | 19 gennaio 1983 (29 anni)   |       | Wellington Phoenix     |
| 13 | P    | Jake Gleeson           | 26 giugno 1990 (21 anni)    |       | Portland Timbers       |
| 14 | A    | Rory Fallon            | 20 marzo 1982 (30 anni)     |       | Aberdeen               |
| 15 | D    | Ivan Vicelich          | 3 settembre 1976 (35 anni)  |       | Auckland City          |
| 16 | A    | Jeremy Brockie         | 7 ottobre 1987 (24 anni)    |       | Wellington Phoenix     |
| 17 | A    | Kosta Barbarouses      | 15 gennaio 1990 (22 anni)   |       | Alania Vladikavkaz     |
| 18 | C    | Aaron Clapham          | 15 gennaio 1987 (25 anni)   |       | Canterbury United      |
| 19 | D    | Michael Boxall         | 18 agosto 1988 (23 anni)    |       | Vancouver Whitecaps    |
| 20 | A    | Chris Wood             | 7 dicembre 1991 (20 anni)   |       | West Bromwich Albion   |
| 21 | C    | Cameron Howieson       | 22 dicembre 1994 (17 anni)  |       | Burnley                |
| 22 | C    | Tim Payne              | 10 gennaio 1994 (18 anni)   |       | Blackburn Rovers       |
| 23 | D    | Adam McGeorge          | 30 marzo 1989 (23 anni)     |       | Auckland City          |

### Isole Salomone
Allenatore:  Jacob Moli
| N. | Pos. | Giocatore          | Data nascita (età)          | Pres. | Squadra          |
| -- | ---- | ------------------ | --------------------------- | ----- | ---------------- |
| 1  | P    | Shadrack Ramoni    | 5 maggio 1988 (24 anni)     |       | Koloale          |
| 2  | D    | Hadisi Aengari     | 23 ottobre 1988 (23 anni)   |       | Solomon Warriors |
| 3  | C    | Mostyn Beui        | 21 gennaio 1980 (32 anni)   |       | Koloale          |
| 4  | C    | Jeffery Bule       | 15 novembre 1991 (20 anni)  |       | Solomon Warriors |
| 5  | C    | Henry Fa'arodo     | 5 ottobre 1982 (29 anni)    |       | Team Wellington  |
| 6  | D    | Tome Faisi         | 21 gennaio 1982 (30 anni)   |       | Solomon Warriors |
| 7  | A    | Abraham Iniga      | 21 novembre 1979 (32 anni)  |       | Marist           |
| 9  | D    | Freddie Kini       | 27 novembre 1992 (19 anni)  |       | Koloale          |
| 10 | A    | Joe Luwi           | 18 luglio 1983 (28 anni)    |       | Western United   |
| 11 | A    | Nicholas Muri      | 29 dicembre 1983 (28 anni)  |       | Real Kakamora    |
| 12 | C    | James Naka         | 9 ottobre 1984 (27 anni)    |       | Koloale          |
| 13 | C    | Leslie Nate        | 25 giugno 1986 (25 anni)    |       | Kossa            |
| 14 | C    | Joses Nawo         | 1º gennaio 1977 (35 anni)   |       | Koloale          |
| 15 | D    | Seni Ngava         | 14 settembre 1988 (23 anni) |       | Kossa            |
| 16 | D    | Loni Qaraba        | 8 novembre 1984 (27 anni)   |       | Western United   |
| 17 | D    | Nelson Sale Kilifa | 7 ottobre 1986 (25 anni)    |       | Amicale          |
| 18 | C    | Himson Teleda      | 18 luglio 1992 (19 anni)    |       | Western United   |
| 19 | A    | Benjamin Totori    | 20 febbraio 1986 (26 anni)  |       | Koloale          |
| 20 | P    | Felix Ray          | 12 settembre 1983 (28 anni) |       | Malaita Kingz    |
| 21 | D    | Joshua Tuasulia    | 14 giugno 1988 (23 anni)    |       | Marist           |
| 22 | C    | Jack Wetney        | 4 marzo 1990 (22 anni)      |       | Western United   |
| 23 | D    | Aleck Wickham      | 1º settembre 1978 (33 anni) |       | Western United   |

### Papua Nuova Guinea
Allenatore:  Frank Farina
| N. | Pos. | Giocatore        | Data nascita (età)         | Pres. | Squadra           |
| -- | ---- | ---------------- | -------------------------- | ----- | ----------------- |
| 1  | P    | Leslie Kalai     | 6 dicembre 1984 (27 anni)  |       | Hekari United     |
| 2  | D    | Kila Iaravai     | 7 gennaio 1991 (21 anni)   |       | Morobe Kumuls     |
| 3  | D    | Valentine Nelson | 12 aprile 1987 (25 anni)   |       | Tukoko University |
| 4  | D    | Daniel Joe       | 29 maggio 1990 (22 anni)   |       | Hekari United     |
| 5  | D    | Kelly Jampu      | 22 ottobre 1986 (25 anni)  |       | University Inter  |
| 6  | C    | Samuel Kini      | 10 ottobre 1987 (24 anni)  |       | Hekari United     |
| 7  | A    | Raymond Gunemba  | 4 giugno 1986 (25 anni)    |       | Hekari United     |
| 8  | C    | Michael Foster   | 5 settembre 1985 (26 anni) |       | Eastern Stars     |
| 9  | A    | Kema Jack        | 10 gennaio 1982 (30 anni)  |       | Hekari United     |
| 10 | A    | Reginald Davani  | 5 febbraio 1980 (32 anni)  |       | Morobe Kumuls     |
| 11 | D    | Felix Bondaluke  | 10 dicembre 1986 (25 anni) |       | Eastern Stars     |
| 12 | C    | David Muta       | 24 ottobre 1987 (24 anni)  |       | Hekari United     |
| 13 | D    | Andrew Lepani    | 28 agosto 1979 (32 anni)   |       | Hekari United     |
| 14 | C    | Neil Hans        | 24 aprile 1988 (24 anni)   |       | Hekari United     |
| 15 | A    | Jamal Seeto      | 8 settembre 1990 (21 anni) |       | Besta PNG         |
| 16 | D    | Jeremy Yasasa    | 27 marzo 1985 (27 anni)    |       | Eastern Stars     |
| 17 | C    | Mauri Wasi       | 6 dicembre 1982 (29 anni)  |       | Birkenhead Utd    |
| 18 | C    | Eric Komeng      | 16 giugno 1984 (27 anni)   |       | Hekari United     |
| 19 | D    | Koriak Upaiga    | 13 giugno 1987 (24 anni)   |       | Hekari United     |
| 20 | P    | Godfrey Baniau   | 28 febbraio 1977 (35 anni) |       | Hekari United     |
| 21 | C    | Ronald Conn      | 4 marzo 1992 (20 anni)     |       | Tukoko University |
| 22 | C    | Wira Wama        | 24 ottobre 1989 (22 anni)  |       | Hekari United     |
| 23 | P    | Paul Kawik       | 4 maggio 1982 (30 anni)    |       | Eastern Stars     |